# Taim M. Adams
Taim M.Adams (* 29. Februar 1992 in Aleppo) ist ein deutsch-syrischer Filmregisseur, Drehbuchautor, Filmproduzent und Schauspieler, vorwiegend aus dem Bereich des Independentfilms.

## Karriere
Taim M. Adams wurde im Jahr 1992 in Syrien geboren und verfolgte schon seit Kindheitstagen den Traum irgendwann einmal Filmregie studieren zu können. Er studierte bereits 2013 in seiner Heimat Filmregie. In Deutschland war er ab 2016 an der Macromedia Hochschule in München eingeschrieben. Kurze Zeit später bekam er an der Ruhrakademie in Schwerte einen Platz für ein entsprechendes Studium. Dort lernte er u. a. auch den Schauspieler Matthias Schmidt (Moloch) kennen, der dort ebenfalls ein Studium absolvierte und mit dem er den Kurzfilm „Dark Love“ inszenierte.
Er inszenierte seit dem Jahr 2016 verschiedene, künstlerisch anspruchsvolle Kurzfilme, die vor allem dem Studium zugesprochen werden können.
Im Jahr 2023 war er bei dem internationalen Filmprojekt „The Last Kumite “ als ausführender Produzent, Regieassistent und Schauspieler mit an Bord. Der mit internationalen Geldern produzierte Actionfilm ist mit Cynthia Rothrock, Billy Blanks und Matthias Hues prominent besetzt worden und liefert eine moderne Hommage an den B-Actionfilm der 1980er und 1990er Jahre ab.
Das zweite, internationale Filmprojekt wird „The Widower“ sein.
Er beherrscht zudem neben der deutschen und englischen Sprache auch kurdisch, arabisch und türkisch.
Seit 2022 ist er Jurymitglied beim „Kobani International Film Festival“, dass einmal jährlich in Bochum ausgetragen wird.
Adams lebt und arbeitet im Nordrhein-Westfalen, ist aber auch national wie auch international unterwegs.

## Filmografie

### Kurzfilme
- 2016: The Next
- 2017: I Will Stay
- 2019: Be yourself
- 2020: Halber Schritt
- 2022: Dark Love
- 2022: Little Tokyo
- 2022: The Secret

### Spielfilme
- 2023: The Last Kumite; Ausführender Produzent
- 2024: A Night with the Enemy, Regie